# آدا مايمون
آدا مايمون (بالعبرية: עדה מימון‏)، ولدت آدا فيشمان؛ 8 أكتوبر 1893 _ 10 أكتوبر 1973) سياسية إسرائيلية شغلت عضوية الكنيست عن حزب ماباي بين عامي 1949 و1955.
ولدت في ماركولشتي في محافظة بسارابيا، الإمبراطورية الروسية (في الوقت الحاضر مولدوفا). هاجرت مايمون إلى فلسطين التي كانت تسيطر عليها الدولة العثمانية عام 1912، ولحقها أخيها الأكبر، يهودا في العام التالي. عملت مدرسة، وفتحت مدرسة عبرية للبنات في صفد.

## وصلات خارجية
- ملفها على موقع الكنيست